# خوشحال (ترانه مایکل جکسون)
«خوشحال» تک‌آهنگی از هنرمند اهل ایالات متحده آمریکا مایکل جکسون است که در سال ۱۹۷۳ میلادی منتشر شد.